# ダック・コール
『ダック・コール』は、稲見一良の連作短編集。

## 作品のモチーフと山本賞受賞までの道のり
レイ・ブラッドベリの『刺青の男』がモチーフになっている。ちなみにダック・コールとは鴨笛のこと。
原稿自体は早川書房から上梓された1991年2月より前に完成。その作品を読んで感動した書評家の縄田一男が新潮社の山本周五郎賞専門の担当者に原稿を持ち込みノミネートという経緯を辿る。第4回の山本賞は稲見の他に小池真理子、宮城谷昌光などの後にメジャーで活躍する作家がノミネートされており、著名度が低い稲見は苦戦が予想されたが、実質的に稲見と同じく評価の高かった中島らもの「今夜、すべてのバーで」との一騎討ちとなった。その中で「希に見る美しい小説」（藤沢周平）「童心を持った作家」（井上ひさし）「野に遺賢あり」（田辺聖子）等の選考委員の多大な支持を得て受賞することとなった。

## 物語の構成
物語は日常生活に疲れ旅に出かけていた若者が、石に鳥の絵を描く不思議な男との出会いを描くプロローグ・モノローグ・エピローグと、以下の6つの物語から構成される。
なお、特に初出が書かれていないものはすべて書き下ろしである。

### 第1話 望遠
CM制作のプロダクションに務める「若者」はPR映画に使用するビルの間の太陽を撮る為に寝ずの番をしていた。そんな折非常に希な種の鳥であるシベリア・オオハシシギを見つけ…。

### 第2話 パッセンジャー
アパラチア山中、危険をとして仲の悪い村サザンヒルに狩りに出かけた北西の村の「サム」。そこでリョコウバトの大量虐殺を目撃する。『ミステリマガジン』1990年6月号初出。

### 第3話 密漁志願
ガンを患い会社をリタイアした「私」は趣味である狩猟の最中にパチンコで密漁を行う少年「ヒロ」に出逢う。「私」は小学生であるにもかかわらず手際良く獲物を捕らえる「ヒロ」に惹かれていく。「キャサリン」という老人ホームの老婆とも知り合って二人はいつしかケチな富豪の家の鳥を密猟しようと企む。

### 第4話 ホイッパーウィル
脱獄したアメリカ・インディアンの「オーキィ」達を捕えようと集められた山狩り集団。その中の一人日系人の「ケン・タカハシ」はオーキィが脱獄した理由が故郷を捜す為と知って…。

### 第5話 波の枕
老人「源三」は夢を見ていた。昔、漁船が火事で沈み溺れそうになったとき、亀につかまって助けを待っていた時の夢を。
亀と人間、そして中盤で出てくる鳥も含め本来意思の統一が不可能な取り合わせの面々が種の垣根を超えて通じ合う様に幻想的な雰囲気が感じられる。

### 第6話 デコイとブンタ
鴨に似せた模造の鳥「デコイ」と訳ありの少年「ブン」との、シーズンオフ間近の遊園地の観覧車を舞台にしたちょっとした冒険譚。『奇想天外』1989年第10号「いやな世の中だなぁ」を改題・改稿したもの。